# Dryopteris paleolata
Dryopteris paleolata är en träjonväxtart som först beskrevs av Pichi-serm., och fick sitt nu gällande namn av Li Bing Zhang. Dryopteris paleolata ingår i släktet Dryopteris och familjen Dryopteridaceae. Inga underarter finns listade.